# Paris-Nice 1967
Paris-Nice 1967 est la 25e édition de la course cycliste Paris-Nice. La course a lieu entre le 8 et le 15 mars 1967. La victoire revient au coureur britannique Tom Simpson, de l'équipe Peugeot-BP-Michelin, devant Bernard Guyot (Pelforth-Sauvage-Lejeune) et Rolf Wolfshohl (Bic).

## Participants
Dans cette édition de Paris-Nice, 96 coureurs participent divisés en 12 équipes : Bic, Salvarani, Mercier-BP, Pelforth-Sauvage-Lejeune, Peugeot-BP-Michelin, Romeo-Smith's, Flandria, Willem II-Gazelle, Mann-Grundig, Grammont-Tigra, Kamomé-Wolber et Bières 33-Gitane. L'épreuve est terminée par 83 coureurs.

## Étapes
| Étapes    | Date    | Villes étapes                   | Km     | Vainqueur d’étape | Leader du classement général |
| --------- | ------- | ------------------------------- | ------ | ----------------- | ---------------------------- |
| 1re étape | 8 mars  | Athis-Mons - Château-Renard     | 146 km | Guido Reybrouck   | Guido Reybrouck              |
| 2e étape  | 9 mars  | Château-Renard - Château-Chinon | 148 km | Eddy Merckx       | Eddy Merckx                  |
| 3e étape  | 10 mars | Lucy-sur-Cure - Saint-Étienne   | 195 km | Guido Reybrouck   | Eddy Merckx                  |
| 4e étape  | 11 mars | Saint-Étienne - Bollène         | 183 km | Rik Van Looy      | Rolf Wolfshohl               |
| 5e étape  | 12 mars | Bollène - Marignane             | 172 km | André Desvages    | Rolf Wolfshohl               |
| 6e étape  | 13 mars | Marignane - Hyères              | 142 km | Eddy Merckx       | Tom Simpson                  |
| 7e étape  | 14 mars | Hyères - Antibes                | 168 km | André Desvages    | Tom Simpson                  |
| 8e étape  | 15 mars | Antibes - Nice (clm)            | 28 km  | Bernard Guyot     | Tom Simpson                  |

## Résultats des étapes

### 1reétape
8-03-1967. Athis-Mons-Château-Renard, 146 km.
|   | Cycliste          | Équipe        | Temps           |
| - | ----------------- | ------------- | --------------- |
| 1 | Guido Reybrouck   | Romeo-Smith's | 3 h 31 min 01 s |
| 2 | Adriano Durante   | Salvarani     | m.t.            |
| 3 | Raymond Steegmans | Bic           | m.t.            |

### 2eétape
9-03-1967. Château-Renard-Château-Chinon 148 km.
|   | Cycliste          | Équipe              | Temps           |
| - | ----------------- | ------------------- | --------------- |
| 1 | Eddy Merckx       | Peugeot-BP-Michelin | 3 h 56 min 20 s |
| 2 | Georges Chappe    | Mercier-BP          | + 1 min 11 s    |
| 3 | Jacques de Boever | Romeo-Smith's       | + 1 min 20 s    |

### 3eétape
10-03-1967. Lucy-sur-Cure-Saint-Étienne, 195 km.
|   | Cycliste         | Équipe                   | Temps           |
| - | ---------------- | ------------------------ | --------------- |
| 1 | Guido Reybrouck  | Romeo-Smith's            | 5 h 22 min 05 s |
| 2 | Walter Godefroot | Flandria                 | m.t.            |
| 3 | Jan Janssen      | Pelforth-Sauvage-Lejeune | m.t.            |

### 4eétape
11-03-1967. Saint-Étienne-Bollène, 183 km.
Le peloton avec le leader Eddy Merckx perd 19 minutes.
|   | Cycliste         | Équipe              | Temps           |
| - | ---------------- | ------------------- | --------------- |
| 1 | Rik Van Looy     | Willem II-Gazelle   | 4 h 41 min 52 s |
| 2 | Walter Godefroot | Flandria            | m.t.            |
| 3 | Tom Simpson      | Peugeot-BP-Michelin | m.t.            |

### 5eétape
12-03-1967. Bollène-Marignane, 172 km.
|   | Cycliste        | Équipe                   | Temps           |
| - | --------------- | ------------------------ | --------------- |
| 1 | André Desvages  | Peugeot-BP-Michelin      | 4 h 04 min 04 s |
| 2 | Jan Janssen     | Pelforth-Sauvage-Lejeune | m.t.            |
| 3 | Guido Reybrouck | Salvarani                | m.t.            |

### 6eétape
13-03-1967. Marignane-Hyères, 142 km.
Merckx s'échappe avec son compagnon d'équipe Tom Simpson. Ce dernier obtient un avantage conséquent sur les autres favoris et se dirige vers une victoire finale.
|   | Cycliste     | Équipe              | Temps           |
| - | ------------ | ------------------- | --------------- |
| 1 | Eddy Merckx  | Peugeot-BP-Michelin | 3 h 32 min 41 s |
| 2 | Tom Simpson  | Peugeot-BP-Michelin | m.t.            |
| 3 | Lucien Aimar | Bic                 | + 1 min 26 s    |

### 7eétape
14-03-1967. Hyères-Antibes, 168 km.
|   | Cycliste              | Équipe                   | Temps           |
| - | --------------------- | ------------------------ | --------------- |
| 1 | André Desvages        | Peugeot-BP-Michelin      | 4 h 04 min 06 s |
| 2 | Bernard Vandekerkhove | Pelforth-Sauvage-Lejeune | m.t.            |
| 3 | Guido Reybrouck       | Romeo-Smith's            | + 25 s          |

### 8eétape
15-03-1967. Antibes-Nice, 28 km (clm).
Guyot utilise un braquet peu utilisé à l'époque de 55 x 13 qui lui permet de gagner le contre-la-montre.
|   | Cycliste         | Équipe                   | Temps       |
| - | ---------------- | ------------------------ | ----------- |
| 1 | Bernard Guyot    | Pelforth-Sauvage-Lejeune | 40 min 01 s |
| 2 | Tom Simpson      | Peugeot-BP-Michelin      | + 2 s       |
| 3 | Jacques Anquetil | Bic                      | + 11 s      |

## Classements finals

### Classement général
|    | Cycliste          | Équipe                   | Temps            |
| -- | ----------------- | ------------------------ | ---------------- |
| 1  | Tom Simpson       | Peugeot-BP-Michelin      | 29 h 53 min 58 s |
| 2  | Bernard Guyot     | Pelforth-Sauvage-Lejeune | + 2 min 07 s     |
| 3  | Rolf Wolfshohl    | Bic                      | + 3 min 41 s     |
| 4  | Lucien Aimar      | Bic                      | + 4 min 12 s     |
| 5  | Jacques de Boever | Romeo-Smith's            | + 6 min 48 s     |
| 6  | Rik Van Looy      | Willem II-Gazelle        | + 9 min 31 s     |
| 7  | Italo Zilioli     | Salvarani                | + 10 min 17 s    |
| 8  | Gilbert Desmet    | Romeo-Smith's            | + 10 min 24 s    |
| 9  | Walter Godefroot  | Flandria                 | + 12 min 23 s    |
| 10 | Eddy Merckx       | Peugeot-BP-Michelin      | + 18 min 46 s    |